# Église Saint-Martin de Roisel
L'église Saint-Martin de Roisel est située dans le centre du bourg de Roisel, dans le nord-est du département de la Somme.

## Historique
L'église de Roisel ayant été comme la plus grande partie du bourg, détruite pendant la Première Guerre mondiale et son clocher dynamité par les Allemands, fut reconstruite durant l'entre-deux-guerres sur les plans de l'architecte parisien Jacques Debat-Ponsan. Les travaux débutèrent en 1928 et révélèrent la présence de galeries et de sapes. Ils se terminèrent deux ans plus tard.

## Caractéristiques

### Extérieur
L'édifice est construit en brique selon un plan basilical traditionnel. Il se compose d'une nef de trois travées, d'un transept et d'un chœur avec des fenêtres en triangle. Un haut clocher domine l'édifice et le portail d'entrée.

Au-dessus du portail, le bas-relief du tympan représente saint Martin partageant son manteau. Il est l'œuvre de Maurice Guiraud-Rivière qui l'a réalisé en pierre de Saint-Maximin. Le fronton du clocher est en béton. Le sommet du clocher de forme pyramidale est recouvert de zinc.

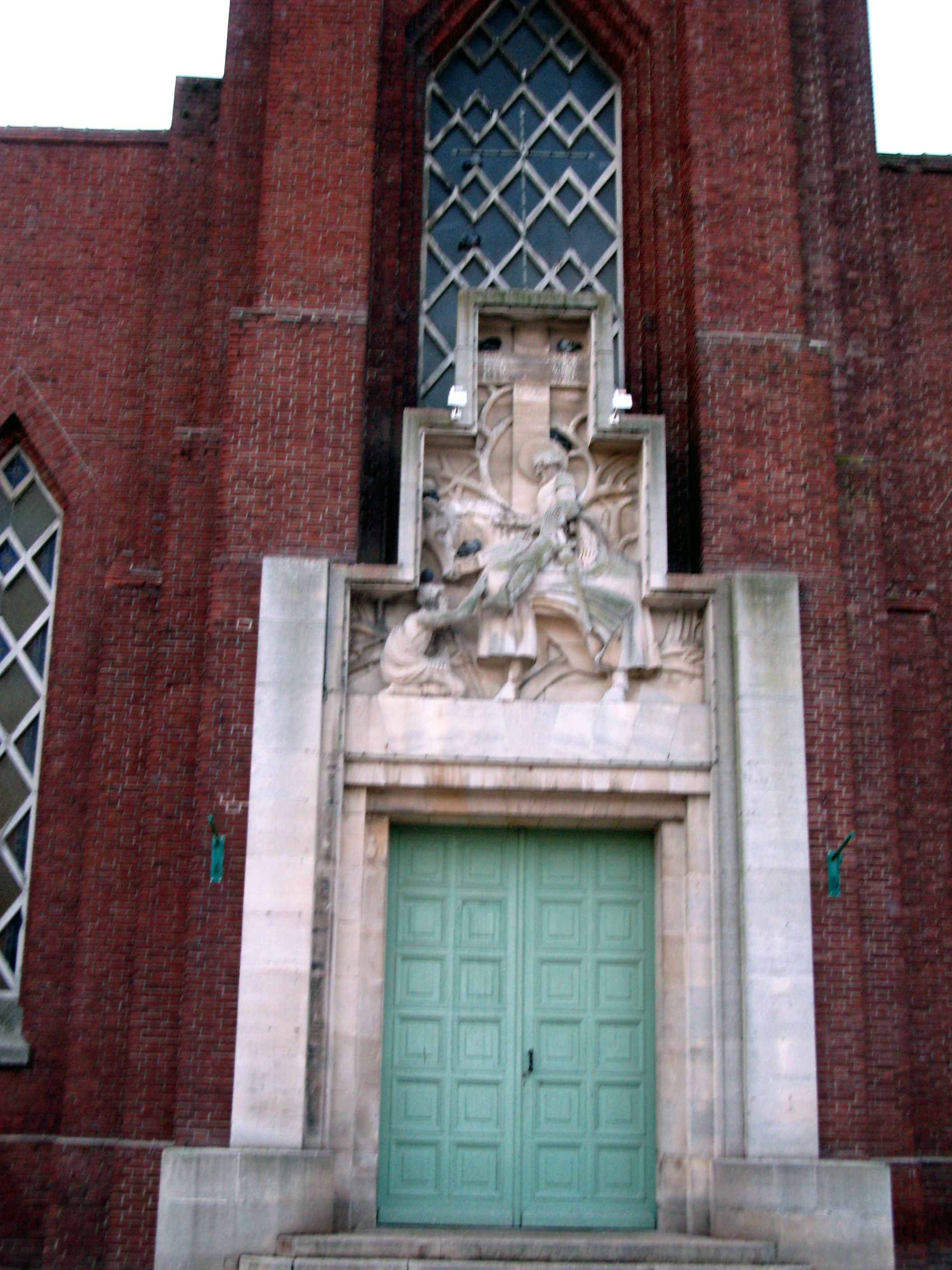
Portail de l'église Saint-Martin de Roisel

### Intérieur
Les murs du monument sont revêtus d'un enduit blanc. Le mobilier en pierre de Comblanchien (maître-autel, fonts baptismaux, autels de chapelle, table de communion, candélabre et croix en « Duranic ») a été réalisé par l'amiénois Marcel Sueur. Le chemin de croix, en béton coloré, réalisé en 1933, est l’œuvre de l'atelier Darras-Delahaye d'Amiens. Le mobilier en bois fut réalisé par Gustave Tattegrain lui aussi amiénois. Les verrières du chœur et du transept ont été réalisées par Jacques Damon, de Paris.